# Хотіла б я піснею стати
Ліричний філософський твір Лесі Українки, у якому показано взаємодію людини з природою, бажання героїні випробувати себе в ролі пісні, що лине над землею, вільно подорожувати по світу, допомагаючи людям. Провідний мотив поезії - творення добра та краси, волелюбності та творчості. У вірші показано, що через подолання труднощів досягаються поставлені цілі. Відчуття щастя є характерним на шляху до реалізації мрій. Основне гасло твору: хочу -  прагну - мрію. 

## Опис твору
Тема: бажання ліричної героїні стати піснею, що допомагає мріяти про щастя, радіти та долати життєві труднощі.
Ідея: піднесення мрії, що досягає найвищих висот та найглибшого людського пізнання.
Основна думка: пісня допомагає кожному мріяти про щастя, радість, долати життєві труднощі.
Провідний мотив: волелюбність і творчість, прагнення творити красу та дарувати всім щастя.

### Художні засоби
У вірші багато інверсій, епітетів ("хвилину ясну", "яснії зорі", "співом дзвінким", "хвилі прозорі", "морем хибким", "море гучне", "щастя таємне"), порівнянь ("ясніші, ніж зорі яснії", "гучніші, ніж море гучне"),  метафор ("Щоб геть аж під яснії зорі полинути співом дзвінким", "Упасти під хвилі прозорі", "Буяти над морем хибким", "Полинути співом"), анафор ("щоб"). 
Художні образи: я (мрійниця), пісня (виразник мрій ліричної героїні), вітер (воля), мрії (складова щастя ліричної героїні), щастя таємне (приховані мрії, нездійснені мрії), море хибке (життєві труднощі).
Зорові образи: зорі ясні, вільний вітер, хвилі прозорі, море хибке.
Образи кольорів: яснії зорі, хвилі прозорі.
Слухові образи: вітру спів гнучкий, гучний звук моря.

## Лірична героїня
Людина, яка відчуває гармонію з природою та черпає в ній сили. 
Ліричну героїню ваблять стихії, вона мала бажання вітром літати від ясних зір до глибокого моря. Мала вона й свої таємниці, "щастя таємне", яка засяє разом із нею ясніше ясної зорі й гучніше, ніж море.

## Текст твору
Хотіла б я піснею стати
У сюю хвилину ясну,
Щоб вільно по світі літати,
Щоб вітер розносив луну.
Щоб геть аж під яснії зорі
Полинути співом дзвінким,
Упасти на хвилі прозорі,
Буяти над морем хибким.
Лунали б тоді мої мрії
І щастя моє таємне,
Ясніші, ніж зорі яснії,
Гучніші, ніж море гучне.
1. ↑  Леся Українка - Хотіла б я піснею стати: читати вірш, текст повністю - Поезія Онлайн на Virshi.com.ua. Вірші (рос.). Процитовано 18 листопада 2023.